# Петърница
Петърнѝца е село в Северна България. То се намира в община Долни Дъбник, област Плевен.

## География
Село Петърница е разположено на 18 км югозападно от гр. Плевен. Има население от около 1500 постоянни жители. Землището на селото граничи със землищата на Долни Дъбник, Садовец, Крушовица, Бъркач, Беглеж, Горталово, Къртожабене, Брестовец, Търнене и Градина. Разположено е върху разлома между Дунавската равнина и Предбалкана. Денивелацията на релефа е в рамките 80 м – 265 м надморска височина. Основни отрасли на материалното производство са земеделие и животновъдство, развиват се също дърводобива и лозарството. Общата площ на землището е 58 500 декара, от които над 31 000 декара земеделски земи, 10 200 декара мери и ливади, над 10 000 декара гори и горски площи, около 3000 декара лозя.

## История
Името на селото е дадено от павликяни, преселили се в Северна България през 1207 г. след смъртта на цар Калоян. Самото име има гръцки корен „петър“ – камък. Гръцки произход има и най-близката до селото плодородна местност „Пангаля“ /„Пан“- цялост, „Гея“-земя, „Пан гея“ – целозем/. Селото е заселено масово от български-етнически елемент в периода 1347 – 1351 г. по време на голямата чумна епидемия /черната чума/ преминала през Европа. Със старобългарски произход са голяма част от имената на местносттите разположени западно от селото /Банов слатин – болярски кладенец/. Първите писмени сведения за селото са от 1430 г. Селото е споменато като войнушко селище в тимарските данъчни регистри. В края на XVIII и началото на XIX век, вследствие на преселването от Балкана на десетина рода, селото започва да се разширява с бързи темпове.
Петърница е средновековно селище, което се споменава за първи път в турските документи от 1430 година. През оная далечна епоха се среща също и с имената Петърниче, Петринича, Петриниче и Бетинидже. В руския списък на българските опълченци в град Галац срещу имената на петърничанина Ангел Димитров Чолашки стои името Плетеница-явно поради недоразумение.
Според предание началото на Петърница са поставили жителите на село Машалица, известно с името Мащовиче. То се намирало на десния бряг на река Вит, в местността между Белилката и Радьовата воденица. На изток е стигало до местността Банов слатин. По време на чумната епидемия част от машалци избягват на мястото, където днес е Петърница. Имената им са неизвестни. Привличат ги тук многобройните бистри и студени извори, както и буйните гори. В началото на османското владичество, а вероятно и по време на Втората българска държава, двете села са били в каза (област) Мроморнича (бълг. Мраморница), вилает Нийболу. Те спадат към войнушките селища в Турската империя. Мъжете се задължават да служат като войнуци и ямаци в турската армия. Срещу това получават ниви и лозя и известни данъчни облекчения.
През 16 век Машовиче все още съществува. Вероятно в началото на 19 век при нова чумна епидемия останалите жители на Машовиче напускат завинаги родното си място. Избягват от страшната болест в Петърница. За такава епидемия се говори пре 1835 година. От Машовиче идват смейства на три рода:Ненкините, Ицовите и Чолашките. Размириците в империята принуждават българите от другите краища на страната да търсят убежище в по-малко опасните места. Някои се установяват в Петърница. По този начин селището постепенно се разраства. От село Типченица, Врачанско, идват Пъчковите, Мехаджийските и Василовите, от село Угърчин идват Цановите и Бочовите, от тетевенския балкан-Герговските и Гаджовските, от село Койнаре, Белослатинско, -Гешовите и Койнарските, от село Мърчево, Врачанско-Цекуновите. Впоследствие от тия родове се отделят нови клонове.
Името Петърница се свързва с гръцката дума „Петра“, която на български език означава скала. Местността в която е разположено селото, е карстова, с много скали и пещери. Те навяват древни предания и легенди. Една от тях гласи, че първите заселници са красива девойка на име Ница и млад левент Петър. Те се харесват, оженват се и създават първото семейство на новото място. От техните имена е съставено името на нашето село – Петърница

### Просветно дело в с. Петърница
През 30-те и 70-те години на 19 век в българските земи на Турската империя настъпва икономически подем, който дава тласък върху развитието на обществено-политическия и културния живот. Това явление засяга осезателно и Плевенския край. Тук се развиват около 40 вида занаяти, което се отразява благоприятно върху търговията. Оживяването им поражда необходимостта от светски познания. През 1825 г.в Плевен се открива първото светско училище с учител Николай Московеца.
Петърничани не остават настрани от извършващите се промени. Те често продават селкостопанска продукция на плевенския пазар и са в течение на всички новости в града. Все по-остро изпитват необходимостта от знания за живота. Това кара шестима по-будни петърничани да потърсят учител за децата в Петърница. Годината е 1863.тя бележи началото на образователното дело в с. Петърница.
Години наред след освобождението учебните занятия се провеждат по къщите, които петърничани с готовност предоставят. Едва през 1893 г. в двора на черквата е построена училищна сграда с маза. Покривът е с ластуни. При пожар през 1907 г. тя изгаря до основи заедно с инвентара. Учениците отново започват да учат в частни домове и нехигиенични помещения. Това налага строителство на нова стабилна сграда. Строежът започва на 10 юли 1911 г.и на 8 септември 1912 г.сградата е привременно приета. С годините броят на учениците расте и това налага построяването на пристройка към училището. Минават десетки години до осъществяването на замисъла. Пристройката се изгражда едва през 1927 г. Тя е триетажна, като на първия етаж е разположен модерен ученически стол.
През учебната 1973/74 г.във връзка с честването на 110-годишнина от образователното дело в селото, училището е наградено с орден „Кирил и Методий“ – I степен.
За повече от век в училището са работили над 200 учители. Всеки от тях е оставил частица от себе си. Петърнишкото училище е дало възпитаници в почти всички области на живота.
Събитие в живота на основното училище е откриването на полудневната група за децата от предучилищна възраст през учебната 1951/52 г. През 1976 е поставена първата копка за детска градина. През 1979 сградата е завършена. През 1981 г. тържествено е открита целодневна детска градина „Щастливо детство“. Градината функционира и до днес под ръководството на настоящия директор Диляна Христова.
Още през 1908 г. петърничани осъзнават, че получените знания в училище са недостатъчни и изграждат читателски кръжок. Той прераства в читалище едва през 1925 г. Читалището се снабдява със собствено помещение след построяването на общинската сграда през 1939 г. То разполага с библиотека, читалня и салон. Настаняването в новата сграда става през 1940 г.

## Културни и природни забележителности
На територията на Кметство Петърница е разположена защитена местност „Пещерите“. Местността представлява карстов каньон с много естествени извори и пещери. Същата е включена в защитена зона „Студенец“ попадаща в Натура 2000.
В селото се намира църквата „Света Параскева“, обявена за паметник на културата с местно значение на 27.04.1979 г. Построена е от 1879 г. до 1882 г. Стенописите са от 1911 – 1913 г. През 2001 г. е изграден паметник на загиналите във войните за национално обединение петърничани.
Антична крепост „Градище“ се намира на 1.34 km южно от центъра на с. Петърница в края на селото, на естествено защитен терен. Площта ѝ е около 2 дка. При случайни изкопи са открити над терена зидове, изградени от дялан камък и тухли с хоросанова спойка. Днес над терена се очертават само отделни фрагменти на крепостната стена. В подножието на южния скат, под южната крепостна стена е издълбан пътя, който е водил към крепостта. Днес той е сравнително добре запазен.

## Редовни събития
Съборът на село Петърница се провежда на Димитровден (през последните събота и неделя от месец октомври). По традиция всеки е добре дошъл, без да е канен предварително, да отиде на гости на свои роднини и приятели, където бива богато гощаван с традиционни за случая ястия, пълнени чушки, пържени кюфтета и др. произведения на местното кулинарно изкуство, както и с ракия и вино собствено производство. Отказ от страна на госта не се приема и може сериозно да обиди гостоприемството на домакина.

## Личности
- Венцел Райчев – социолог и журналист
- Светослав Бърканичков – футболист двукратен шампион на България и носител на купата на България с отборите на „Левски“ и „Локомотив“ (Пловдив)
- Доц. д-р Петко Недялков – СУ катедра „Астрономия“, член на Международния астрономически съюз (МАС).
- проф. д-р Доно Тотев Василев – автор на учебници по педагогика
- Алексей Асенов – музикант
- Венцислав Тонов – скулптор и писател
- д-р Павел Костов доайен на ветеринарната медицина в Плевенска област.

## Други
Туризъм – Селото предлага идеални условия за ловен туризъм с богата ловна база и уникален ландшафт.

## Образование
- ОУ „Св. св. Кирил и Методий“,
- ЦДГ „Щастливо детство“